# 뮌스터 오스나브뤼크 국제공항

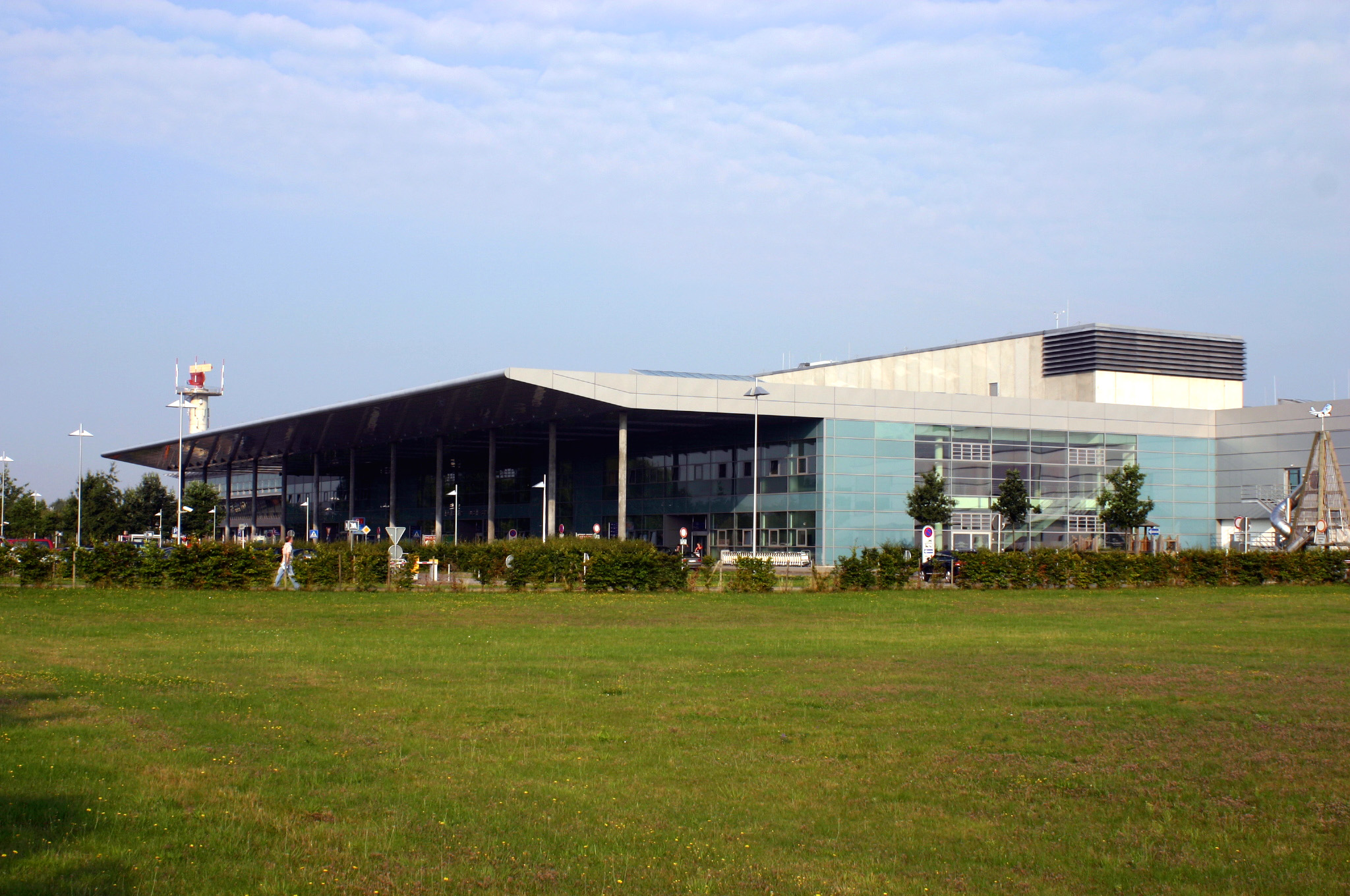

뮌스터 오스나브뤼크 국제공항(Münster Osnabrück International Airport, IATA: FMO, ICAO: EDDG)은 독일 노르트라인베스트팔렌주에 위치한 국제공항이다. 뮌스터에서 북쪽으로 25킬로미터, 오스나브뤼크에서 남쪽으로 35킬로미터 지점에 위치한 그레벤 주변에 위치해 있다. 이 공항은 루르 지방 북부, 베스트팔렌 니더작센주 서부와 남서부, 네덜란드의 일부 지역을 관할하며 일부 유럽 도시들과 레저 도착지들로 향하는 비행편을 제공한다.

## 통계
| 2000                                    | 1,764,885 |
| 2001                                    | 1,607,437 |
| 2002                                    | 1,476,734 |
| 2003                                    | 1,512,786 |
| 2004                                    | 1,488,661 |
| 2005                                    | 1,540,656 |
| 2006                                    | 1,551,173 |
| 2007                                    | 1,606,425 |
| 2008                                    | 1,570,506 |
| 2009                                    | 1,382,069 |
| 2010                                    | 1,332,456 |
| 2011                                    | 1,323,689 |
| 2012                                    | 1,020,917 |
| 2013                                    | 853,904   |
| 2014                                    | 899,595   |
| 2015                                    | 817,049   |
| 2016                                    | 787,000   |
| 2017                                    | 959,493   |
| 2018                                    | 1,026,625 |
| 2019                                    | 986,260   |
| Source: ADV German Airports Association |           |

## 같이 보기
- 독일의 대중교통